# Wolfgang Sieler
Wolfgang Sieler (* 31. Mai 1930 in Leipzig; † 1. Juni 2001 in Kümmersbruck) war ein deutscher Gewerkschafter und Politiker (SPD).

## Leben
Nach dem Besuch der Volksschule absolvierte Sieler eine Lehre als Flugzeugelektriker und Schlosser, die er mit der Gesellenprüfung abschloss. Während seiner Ausbildung besuchte er die Berufsschulen der Messerschmitt GmbH sowie der Maxhütte in Sulzbach-Rosenberg. Er arbeitete bis 1956 als Betriebsschlosser bei der Maxhütte und absolvierte daneben ein Studium an der Hamburger Hochschule für Wirtschaft und Politik, das er mit bestandener Prüfung als Diplom-Volkswirt beendete. Von 1958 bis 1959 war bei der Maxhütte Assistent des Vorstandes.
Sieler betätigte sich gewerkschaftlich und war Mitglied der IG Metall und der Arbeiterwohlfahrt. Von 1959 bis 1961 arbeitete er als Rechtssekretär beim Deutschen Gewerkschaftsbund (DGB). Von 1961 bis 1984 war er als Gewerkschaftssekretär Bevollmächtigter der IG Metall in Amberg. Des Weiteren war er Mitglied der Selbstverwaltung der Bundesanstalt für Arbeit und Aufsichtsratsmitglied der Halberger Hütte GmbH in Brebach-Fechingen.
Sieler trat 1950 in die SPD ein. Er war Vorsitzender des SPD-Unterbezirks Amberg-Neumarkt-Sulbach, stellvertretender Vorsitzender des SPD-Bezirks Niederbayern-Oberpfalz und Mitglied im Landesvorstand der SPD Bayern.
Von 1976 bis 1990 war er Mitglied des Deutschen Bundestages. Er wurde stets über die Landesliste der SPD Bayern gewählt. Im Parlament war er von 1976 bis September 1981 Mitglied des Ausschusses für Arbeit und Sozialordnung und im Anschluss bis 1990 Mitglied des Haushaltsausschusses. Von 1987 bis 1990 war er auch Mitglied des Rechnungsprüfungsausschusses.

## Ehrungen
- 1986: Verdienstkreuz 1. Klasse der Bundesrepublik Deutschland